# Xanthopimpla mira
Xanthopimpla mira är en stekelart som beskrevs av Krieger 1915. Xanthopimpla mira ingår i släktet Xanthopimpla och familjen brokparasitsteklar. Inga underarter finns listade i Catalogue of Life.